# 九重森林公園スキー場
九重森林公園スキー場（くじゅうしんりんこうえんスキーじょう）は、大分県玖珠郡九重町にあるゲレンデ総延長2,500mの九州最大のスキー場である。九重スキー場とも呼ばれる。

## 概要
広さ約10haのゲレンデに、総延長2,500mの5つのスキーコースとスノーボード用のボードパークを有している。1996年12月20日にオープンした。本州以北のスキー場と比較すれば小規模であるものの、九州では最大のスキー場である。また、大分県で唯一のスキー場でもある。ゲレンデからは、九重連山や阿蘇山の眺望が楽しめる。
南国のスキー場ではあるが、標高約1,300mの高さに位置するとともに、人工降雪機を備えており、例年、12月中旬頃にオープンする。滑走は3月末頃まで可能。雪質は、ややザラメ状。
近隣には、筋湯温泉をはじめとする九重九湯があり、宿泊や日帰り客の立ち寄り湯に利用されている。
4月から11月の期間は九重森林公園として営業しており、5月にはシャクナゲ、6月にはミヤマキリシマ等の花々が咲く。
なお、九重森林公園スキー場の前には一目山への登山口（一目山登山口）がある。

## コース概要
ファミリーゲレンデ（第1ゲレンデ）
初級者用。最大斜度12度、全長約700m。
チャレンジゲレンデ（第2ゲレンデ）
上級者用。最大斜度25度、全長約400m。
トライアルゲレンデ（第3ゲレンデ）
上・中級者用。最大斜度20度、全長約400m。
レッスンゲレンデ（第4ゲレンデ）
初心者用。最大斜度10度、全長約400m。
パノラマゲレンデ（第5ゲレンデ）
上・中級者用。最大斜度22度、全長約600m。2006年に新設された。
パーク
スノーボード中心に作られた。レール、ボックス、ワンメイクジャンプなどかあり、充実した内容となっている。
仲良し広場
幼児向けのソリ雪遊び専用広場。コースから離れているので安心してて遊べる。
林間コース
積雪量の多い日のみ営業。林の中を爽快に滑れる。

## 施設
駐車場
1,500台（無料）
レストラン
450人収容可能。休憩時間、小腹が空いた時にピッタリ。美味しい料理が楽しめる。

## 交通
- 大分自動車道九重IC、四季彩ロード経由。九重ICから約20km、約30分。
- 大分自動車道湯布院IC、やまなみハイウェイ経由。